# Hằng số điện ly acid

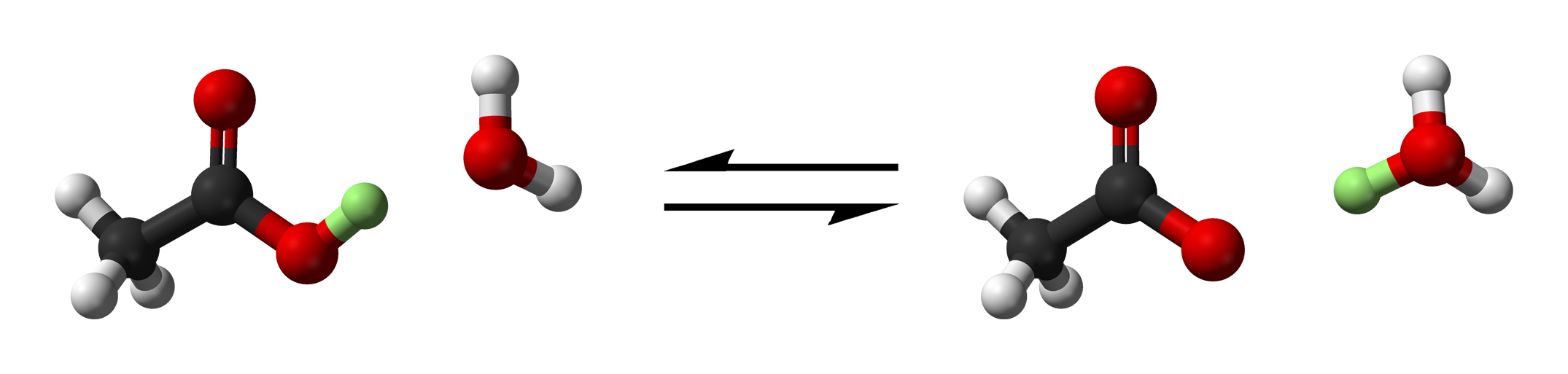
Acid acetic, CH_{3}COOH, gồm một nhóm methyl, CH_{3}, liên kết cộng hóa trị với một nhóm carboxyl, COOH. Nhóm carboxyl có thể mất một proton và "tặng" nó cho một phân tử nước, H_{2}O, tạo ra anion acetat CH_{3}COO^{−} và cation hydroni (H3O+).

Hằng số (điện ly) acid,  Ka, hay hằng số phân ly acid là một thước đo định lượng thể hiện độ mạnh của một acid trong dung dịch. Đó là hằng số cân bằng của một phản ứng hóa học  (phản ứng phân ly), ví dụ như phản ứng acid–base. Đặc trưng bởi cặp acid–base liên hợp.
Trong dung dịch, sự cân bằng của acid phân ly có thể được viết tượng trưng như:
{\displaystyle \mathrm {HA+H_{2}O\rightleftharpoons A^{-}+H_{3}O^{+}} }
Trong đó HA là một acid mà điện ly thành A−, HA  là acid liên hợp và A− là base liên hợp của nó kèm theo một ion hydro ở dạng kết hợp với một phân tử nước tạo thành một ion hydronium. Trong ví dụ thể hiện trong hình, HA đại diện cho acid acetic, và A− đại diện cho ion acetat.
Các thành phần HA, A− and H3O+ được coi là ở trạng thái cân bằng khi nồng độ của chúng không thay đổi theo thời gian. Hằng số phân ly thường được viết như là một tỷ số của nồng độ cân bằng (đơn vị mol/L), được biểu thị bằng [HA], [A−] và [H3O+]:
{\displaystyle K_{\mathrm {a} }=\mathrm {\frac {[A^{-}][H_{3}O^{+}]}{[HA][H_{2}O]}} }
Trong đa số trường hợp, nồng độ nước có thể được coi là hằng số = 1 và có thể bỏ qua. Vì vậy, có thể viết đơn giản hơn là:
{\displaystyle \mathrm {HA\rightleftharpoons A^{-}+H^{+}} :K_{\mathrm {a} }=\mathrm {\frac {[A^{-}][H^{+}]}{[HA]}} }
pKa là định nghĩa được sử dụng phổ biến và thực tế hơn được tính như sau:
{\displaystyle \mathrm {p} K_{\mathrm {a} }=-\log _{10}\left(K_{\mathrm {a} }\right)}

## Định nghĩa
Theo định nghĩa ban đầu của Svante Arrhenius, acid là chất phân ly trong dung dịch nước, giải phóng ion H+
 (một proton):
{\displaystyle {\ce {HA <=> A- + H+}}}
Hằng số cân bằng cho phản ứng phân ly này được gọi là hằng số phân ly. Proton được giải phóng kết hợp với một phân tử nước để tạo ra ion hydroni (hoặc oxonium) H
3O+
 (các proton đơn độc không tồn tại trong dung dịch), vì vậy, sau đó Arrhenius đề xuất rằng sự phân ly nên được viết dưới dạng phản ứng acid–base:
{\displaystyle {\ce {HA + H2O <=> A- + H3O+}}}
Brønsted và Lowry đã khái quát hóa điều này hơn nữa thành phản ứng trao đổi proton:
{\displaystyle {\text{acid}}+{\text{base }}{\ce {<=>}}{\text{ base liên hợp}}+{\text{acid liên hợp}}}